# Луцький Борис Григорович
Борис Григорович Луцький (в Німеччині — барон фон Луцкой, нім. von Loutzkoy, 3 січня 1865, м. Бердянськ — серпень 1943, Берлін) — інженер-конструктор, піонер автомобілізму.

## Життєпис
Борис Григорович Луцький народився 3 січня 1865 року в місті Бердянську Таврійської губернії. З 1865 по 1876 рік проживав у невеликому маєтку батьків у селі Андріївка Бердянського повіту Таврійської губернії. Батько Луцького був купцем 2 гільдії.
У 1876 році Борис Луцький після закінчення однокласного міністерського училища поступив у шестикласне реальне училище Севастополя. Після закінчення навчання Бориса Луцького, як одного з найкращих учнів, послали за кордон до Німеччини для продовження освіти.
27 жовтня 1882 року після успішної здачі іспитів Б. Г. Луцький був прийнятий у Вищу технічну школу Мюнхена на механіко-технічне відділення (спеціальність — інженер-механік).
У 1885 році отримав перший патент — на газовий двигун.
У 1886 році, закінчивши навчання, повернувся до Росії, щоб відбути військову повинність. Після цього отримав місце інженера на фірмі «Ландес і Машинобудівна Компанія». Наприкінці 1890 року Борис Григорович отримав нове запрошення — цього разу від однієї з найбільших машинобудівних фірм Німеччини — «Нюрнберзької машинобудівної компанії» («Nurenberg Maschinenbau A.G.»). Тепер ця фірма знаменита на весь світ і відома під абревіатурою «МАН». Йому запропонували місце головного інженера цієї фірми. Одночасно компанія купила патент на його газовий мотор і дія патенту стала поширюватися на всю Німеччину. 1897 року Луцький переїхав до Берліна, де незабаром заснував фірму «Gesellschaft fur Automobilwagenbau». 30 вересня 1897 року. Б. Г. Луцький разом з Р. Даймлером, Р. Дізелем, Л. Лонером, Е. Румплером і Е. Ван дер Зіпеном став одним із засновників «Європейського автомобільного союзу».
Після Паризької виставки 1900 року почалася співпраця Бориса Луцького та фірм, де він працював, з урядом Російської імперії, наслідком чого стали закупівлі автомобілів та ліцензій на виробництво двигунів, а також нагородження Луцького орденом Святого Станіслава.
1904 року Борис Луцький побудував моторний човен, який назвав на честь дружини «Luckerja». Цей човен рухався зі швидкістю 19 км/год. Також він будував двигуни для міноносців та авіамотори.
1908 року Борис Луцький за заслуги в розвитку автомобілебудування в Росії отримав титул барона. З цього часу він став писати своє ім'я «Борис фон Луцкой» (Boris von Loutzkoy). В енциклопедії Браунбека 1912 року Луцького названо одним з найвеличніших піонерів автомобілізму.
Доля Луцького після початку Першої світової війни точно невідома. На той момент він перебував у Німеччині, тож, ймовірно, опинився у в'язниці. Деякі з дослідників вважають, що він помер незабаром після звільнення, у 1920 році. Інші вважають, що 1918 року винахідник повернувся на батьківщину, де прожив до 1920 року, після чого виїхав за кордон, продовжуючи винахідницьку роботу (що доводять численні патенти, отримані на його ім'я).
У роки нацизму ставлення влади до нього було двоїстим; через його єврейське походження його роль у розвитку німецьких технологій ігнорувалася, ім'я зникло з публікацій; водночас, завдяки старим зв'язкам, користувався заступництвом Герінга. У 1940 році безуспішно намагався попередити радянське посольство про підготовку нападу Німеччини (про який дізнався від знайомого в міністерстві авіації), проте його повідомлення проігнорували.
Помер в серпні 1943 року, похований на Руському цвинтарі Берлін-Тегель.
У 1900—1904 роках був одружений з піаністкою Ольгою Самарофф.

## Відзначення пам'яті

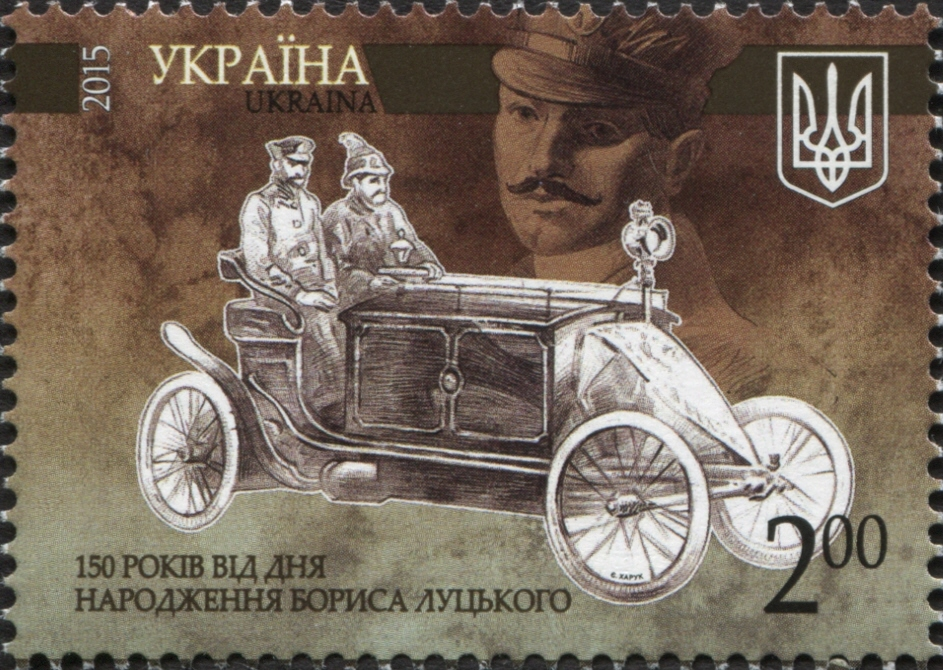
«Луцький Борис Григорович», поштова марка України (2015)

10 квітня 2015 року Укрпошта ввела в обіг поштову марку № 1426 «150 років від дня народження Бориса Луцького».